# Вальмадрера
Вальмадрера (італ. Valmadrera) — муніципалітет в Італії, у регіоні Ломбардія, провінція Лекко.
Вальмадрера розташована на відстані близько 510 км на північний захід від Рима, 45 км на північ від Мілана, 3 км на захід від Лекко.
Населення — 11 749 осіб (2014).
Щорічний фестиваль відбувається 17 січня. Покровителі — святий Антоній Великий.

## Демографія
Населення за роками:

Станом на 1 січня 2023 року в муніципалітеті офіційно проживало 1012 іноземців з 67 країн, серед них 127 громадян країн Євросоюзу та 20 громадян України.

## Сусідні муніципалітети
- Канцо
- Чивате
- Гальб'яте
- Лекко
- Мальграте
- Манделло-дель-Ларіо
- Вальброна